# اپروزینول
اپروزینول (به انگلیسی: Eprozinol) با فرمول شیمیایی C22H30N2O2 یک ترکیب شیمیایی با شناسه پاب‌کم 122553 است. که جرم مولی آن ۳۵۴٫۴۸۵۸ g/mol می‌باشد. 